# Christian Gottlieb Jöcher
Christian Gottlieb Jöcher est un biographe et bibliothécaire allemand né à Leipzig le 24 juillet 1694 et mort le 10 mai 1758.

## Biographie
Il étudia d'abord en médecine, puis s'appliqua à la théologie et à l'art oratoire. Il fit des cours particuliers de rhétorique à Leipzig de 1715 à 1730.
Il dirigea la publication des Acta eruditorum de 1721 à 1739, obtint en 1730 la chaire de philosophie et en 1732 celle d'histoire à Leipzig. Il devint en 1742 bibliothécaire de cette ville. 

## Œuvres
Son principal ouvrage est l’Allgemeines Gelehrten-Lexikon, ou Dictionnaire universel des savants, Leipzig, 1750, 4 vol. in-4, ouvrage d'une érudition immense, qui donne la biographie de tous les savants avec l'indication de leurs écrits et qui, depuis, a été continué par Dunckel (1753-1760), par Adelung (1784) et par Rotermund (1810).

## Source
Cet article comprend des extraits du Dictionnaire Bouillet. Il est possible de supprimer cette indication, si le texte reflète le savoir actuel sur ce thème, si les sources sont citées, s'il satisfait aux exigences linguistiques actuelles et s'il ne contient pas de propos qui vont à l'encontre des règles de neutralité de Wikipédia.